# اريك غيل
اريك غيل (بالإنجليزية: Eric Gale)‏ هو عازف قيثارة أمريكي، ولد في 20 سبتمبر 1938 في بروكلين في الولايات المتحدة، وتوفي في 25 مايو 1994 في شبه جزيرة باخا كاليفورنيا في المكسيك بسبب سرطان الرئة.

## وصلات خارجية
- اريك غيل على موقع IMDb (الإنجليزية)
- اريك غيل على موقع ميوزك برينز (الإنجليزية)
- اريك غيل على موقع أول ميوزيك (الإنجليزية)
- اريك غيل على موقع ديسكوغز (الإنجليزية)